# 도미니크장 라레

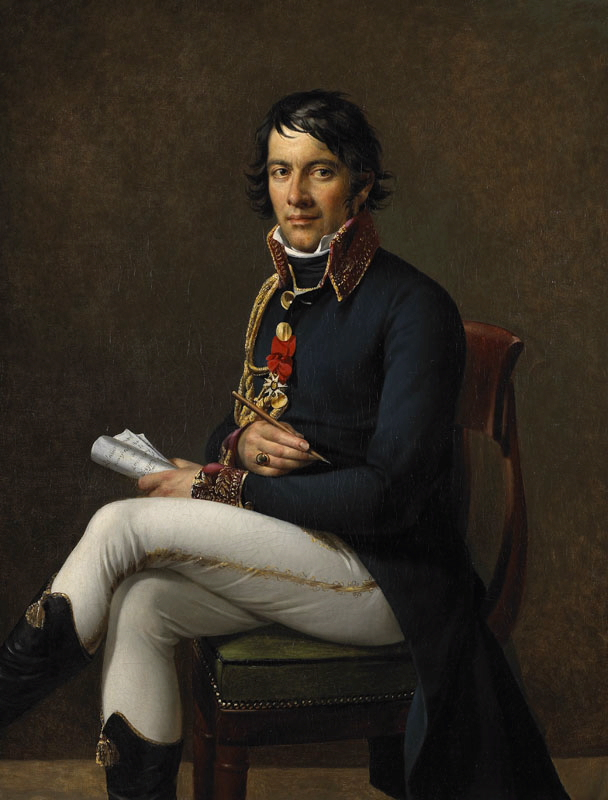
안루이 지로데가 그린 라레의 초상화

도미니크장 라레(Dominique-Jean Larrey, 1766년 7월 7일 - 1842년 7월 25일)는 프랑스의 의사로, 구급대의 아버지라 불리는 인물이다.
신발 직공의 집에서 태어난 라레는 13살 때 부모를 여의고 툴루즈의 군 병원을 창설하기도 한 의사인 작은 아버지 알렉시스에 의해 양육되었다. 라레는 1787년에 프리깃 비질란테 함의 의사로 군의관 생활을 시작하였다. 이후 각지를 전전하였고 프랑스 대육군의 의료 책임자로까지 승진하였다.

## 같이 보기
- 개선문에 새겨진 이름들